# Pachnessa drumonti
Pachnessa drumonti är en skalbaggsart som beskrevs av Keith 2009. Pachnessa drumonti ingår i släktet Pachnessa och familjen Melolonthidae. Inga underarter finns listade i Catalogue of Life.